# هسکل کاری
هسکل بروکس کاری (انگلیسی: Haskell Brooks Curry؛ زاده ۱۲ سپتامبر ۱۹۰۰ درگذشته ۱ سپتامبر ۱۹۸۲) یک دانشمند در زمینه ریاضیات و منطق اهل ایالات متحده آمریکا بود. علت شهرت او کارهایش بر روی منطق ترکیبی است. زبان‌های برنامه‌نویسی هسکل و کیوری نیز به افتخار او نام‌گذاری شده‌اند.